# Wagrain
Wagrain é um município da Áustria, situado no distrito de St. Johann im Pongau, no estado de Salzburgo. Tem 50,54 km² de área e sua população em 2019 foi estimada em 3.122 habitantes.